# Румен Станев
Румен Иванов Станев е български римокатолически духовник, титулярен епископ на Симидика, помощен епископ на Софийско-пловдивската епархия.

## Биография
Румен Станев е роден на 19 август 1973 година в пловдивското село Калояново. Той смята за свое родно място село Житница, където живеят родителите му, и където прекарва детството си и завършва основното си образование. Средното си образование завършва в Техникума по обществено хранене „Проф. д-р Асен Златаров“ в град Пловдив. По професия е готвач. След отбиване на военната си служба през 1994 година, Румен е изпратен в Рим, където посещава Висшата семинария и през 1999 година завършва бакалавърска степен по богословие в Папския Урбански университет към Конгрегацията за разпространение на вярата.
Ръкоположен е за свещеник на 11 септември 1999 година в катедралата „Свети Лудвиг“ в Пловдив, след което е назначен за помощник-енорийски свещеник в енорията „Пресвето сърце Исусово“ в град Раковски. От 5 септември 2005 г. до избирането му за епископ е енорийски свещеник в енорията „Свети Архангел Михаил“ също в Раковски.
По време на своето 15-годишно служене в енорията, той ремонтира основно храма и обновява интериора му като са изработени витражи на местните мъченици на вярата - епископ Иван Романов, отец Флавиан Манкин, Гено Буров и Рафаел Пеев. През 2016 – 2018 г. с дарения и доброволен труд на вярващите отец Станев изгражда гробищния параклис „Свети Йосиф“. На 6 май 2019 година по време на Апостолическото поклонничество на папа Франциск в България отец Станев посреща папата в енорийския храм, където е проведена среща с над 750 представители на католическата общност в България. Въпреки ограниченията по време на вирусната пандемия през 2020 година, успява да пренесе и инсталира в храма тръбен орган от енория „Свети Жан-Мари Виане“ в град Базел в Швейцария. Отец Румен Станев е председател на организацията Каритас Витания и е член на Епископската съветническа колегия към Епископската конференция на Католическата църква в България.
На 5 септември 2020 година отец Станев е назначен от Светия престол за помощен епископ на Софийско-пловдивската епархия и титулярен симидикански епископ. Седалището на помощния епископ е София, където се грижи за католиците от латински обред, както българи, така и чужденци и заедно с епархийния епископ на епархията „Свети Йоан XXIII“ поддържа отношения с Българската православна църква и останалите вероизповедания в страната. Помощният епископ е представител на Католическата църква в България пред българските граждански власти.
На 4 ноември 2020 г. на 39-та извънредна изборна Национална конференция на федерацията „Каритас България“ епископ Румен Станев е избран за неин президент.
Епископ Станев е ръкоположен за титулярен епископ на Симидика на 17 януари 2021 година в софийската съкатедрала „Свети Йосиф“ от софийско-пловдивския епископ Георги Йовчев, в съслужие с източнокатолическия български епископ Христо Пройков и скопския епископ Киро Стоянов. На ръкополагането присъстват президентът Румен Радев, председателят на Народното събрание Цвета Караянчева и апостолическият нунций в България архиепископ Анселмо Пекорари. С това епископ Станев е първият помощен епископ на Софийско-пловдивската епархия с постоянно седалище в столицата. Дотогава не е имало епископ от латинския обред с постоянно седалище в София. Той е назначен за временнен настоятел на епархията след отеглянето на епископ Йовчев като епархален епископ на 16 юли 2025 година.
Монсеньор Румен Станев владее италиански и ползва френски.